# Ellen Keys Strand

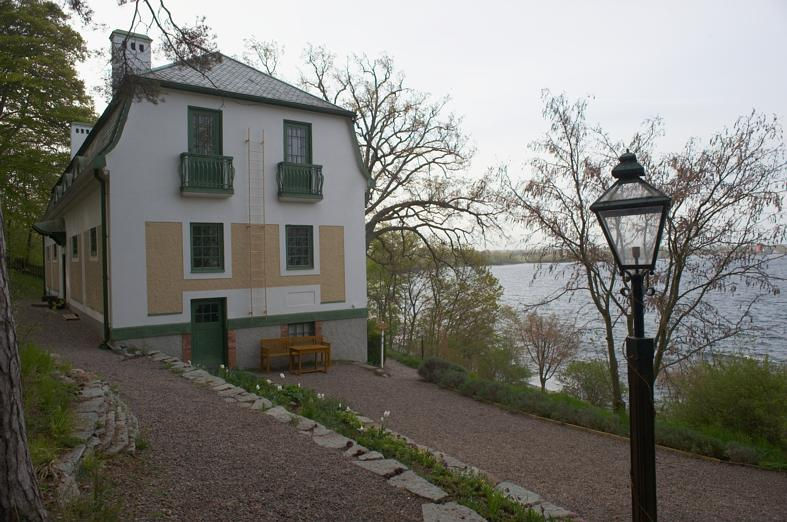
Strand invid Vättern.

Strand är ett före detta privat hem tillhörigt författaren Ellen Key, som blivit ett personmuseum över henne, vanligen känt som Ellen Keys Strand. Strand ligger på sydsluttningen av Omberg invid Vättern, i Alvastra, Ödeshögs kommun, Östergötland.

## Beskrivning
Huset byggdes 1910-1912 enligt Yngve Rasmussens ritningar. Interiören har bevarats i ursprungligt skick i syfte att vara ett personmuseum över Ellen Key. Stiftelsen "Strands vilohem för kroppsarbetande kvinnor", bildades 1914 och skulle aktiveras sex månader efter Ellen Keys död (i praktiken den 2 april 1927). Till stiftelsen skänkte hon sitt hem Strand samt 70 000 kronor, vilket utökades med 55 000 kronor, som insamlats till hennes 70-årsdag av vänner. Vilohemmet var öppet mellan 1 maj och 30 september för kroppsarbetande kvinnor, mestadels hemmahörande i Stockholm, vilka fyllt 25 år och "har kultur nog att vårda och värdera Strand". Företräde gavs medlemmarna i Tolfterna som bildades av Ellen Key 1892 för att sammanföra kvinnor ur olika yrken och klasser. Sommarhemmet upphörde senare.[källa behövs]
Inredningen på Strand är i stor utsträckning från Keys föräldrars gård samt från mor- och farföräldrarnas hem. De flesta konstverk är gåvor direkt från konstnärerna. Här finns verk av bland andra prins Eugen, Richard Berg, Karl Nordström, Carl Larsson och Anders Zorn. Ett porträtt av Ellen Key, målat av Richard Berg, inköptes 1960 av Strandstiftelsen för donationsmedel. På Strand finns också Keys omfattande boksamling av modern skönlitteratur. Den består till stor del av dedikationsexemplar från författarna.